# Ennetbirgische Feldzüge

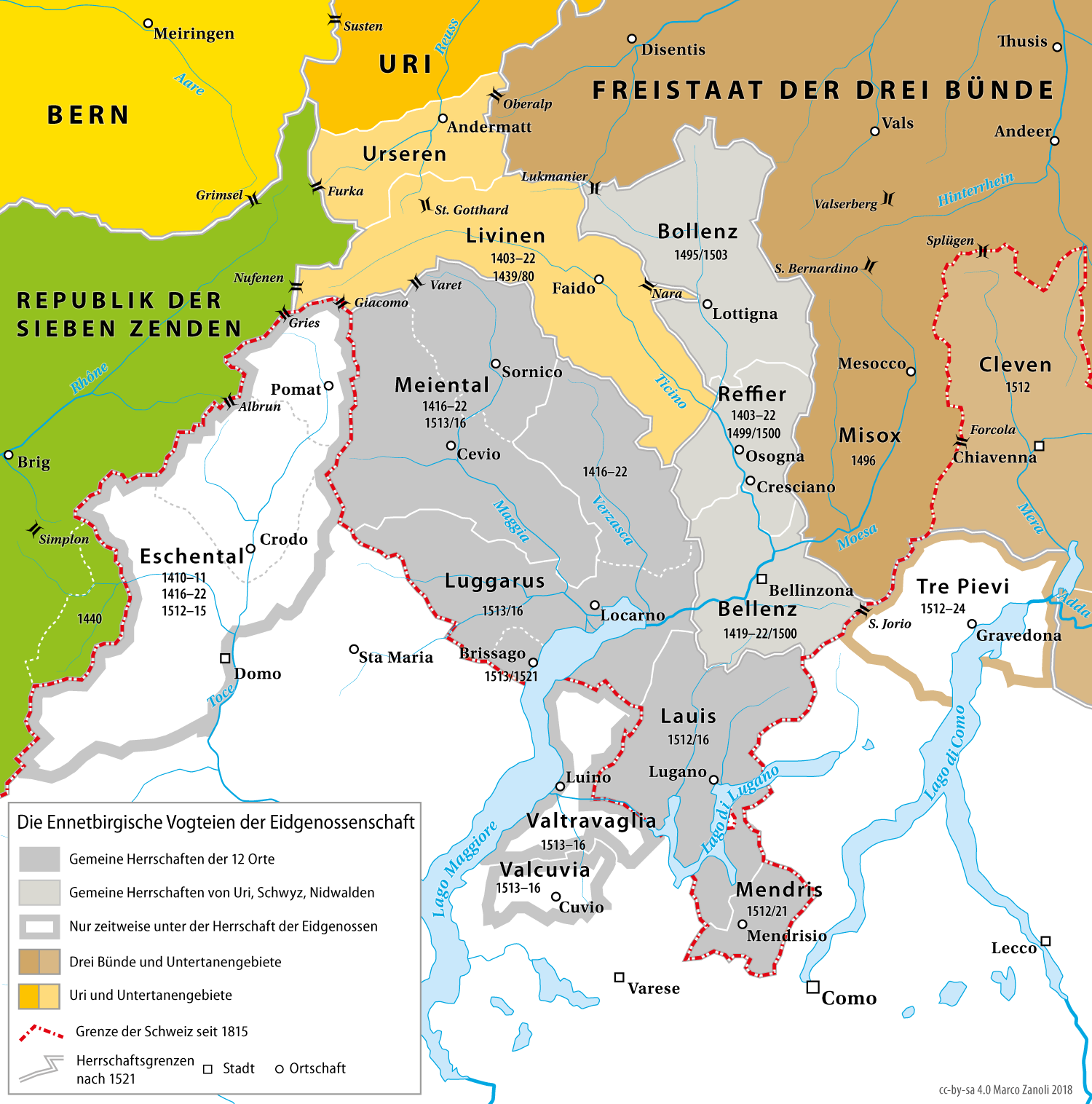
Karte der Ennetbirgischen Vogteien der Alten Eidgenossenschaft

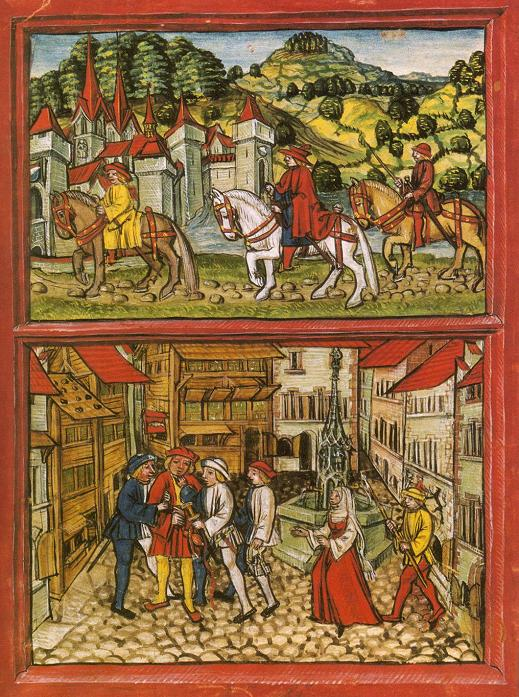
Gian Maria Sforza, Bischof von Genua reist nach Zürich um Söldner für Mailand zu werben

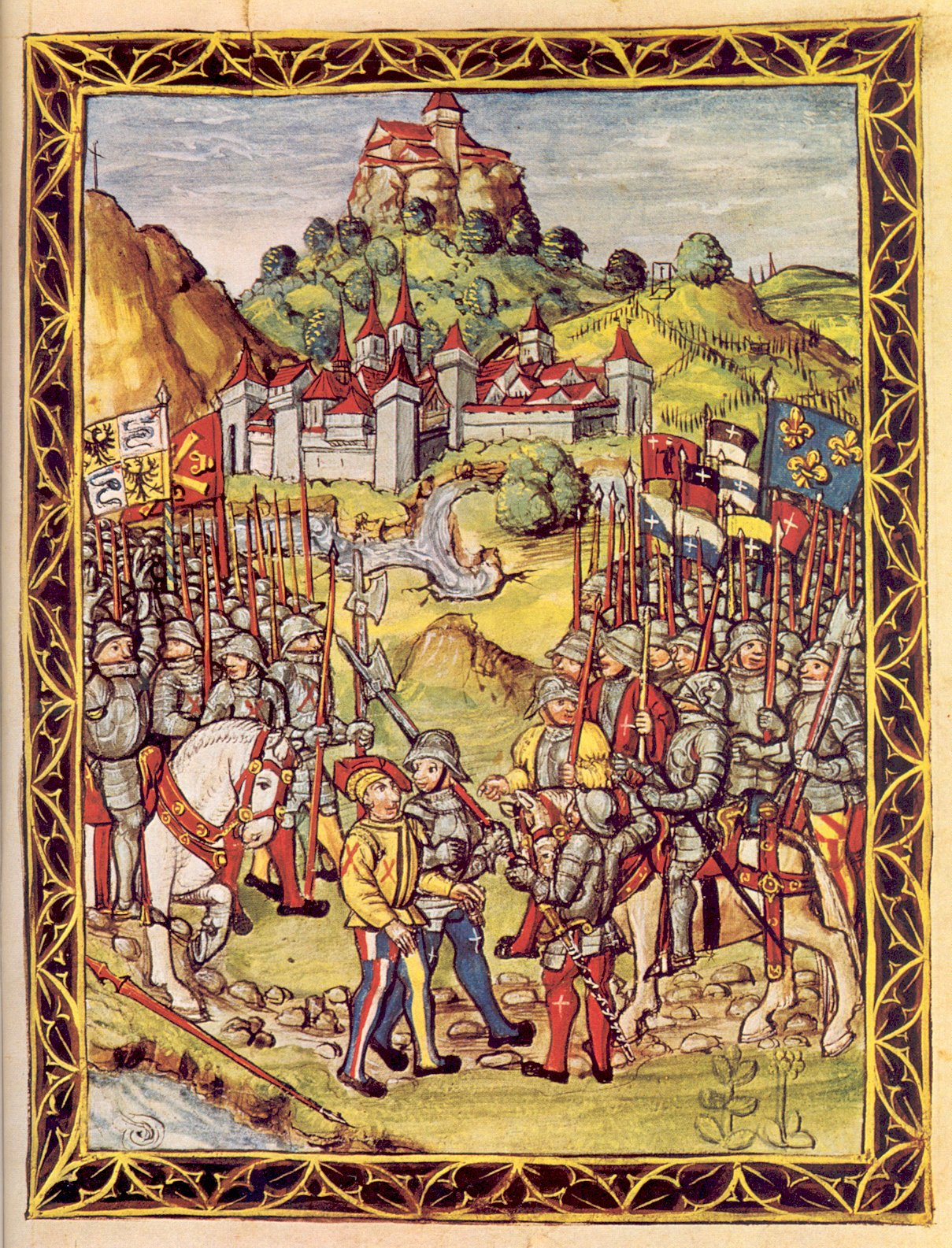
Der Verrat von Novara: Lucovico Sforza, «il moro» wird von seinen Schweizer Söldnern den Franzosen übergeben

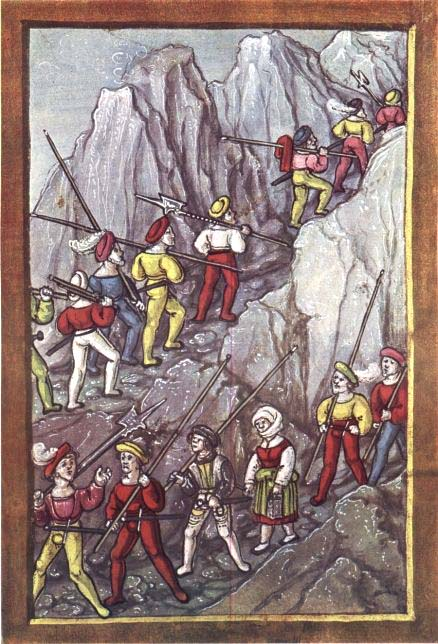
Schweizer Reisläufer auf dem Weg über die Alpen

Die Ennetbirgischen Feldzüge waren eine Reihe von Auseinandersetzungen von 1402 bis 1515 zwischen der Eidgenossenschaft, dem Herzogtum Mailand, Frankreich, dem Haus Habsburg, dem Papst und verschiedenen italienischen Staaten um die Vorherrschaft in Oberitalien, insbesondere um die Herrschaft über das Herzogtum Mailand (siehe auch: Italienische Kriege). Im Zuge der Ennetbirgischen Feldzüge eroberten die Eidgenossenschaft und ihre Verbündeten das Tessin, Veltlin und Chiavenna.

## Beginn der Eidgenössischen Expansion nach Süden 1403–1478
Die wirtschaftlichen Verbindungen der Innerschweizer Kantone Uri, Schwyz und Unterwalden nach der Poebene waren im 13. und 14. Jahrhundert stärker geworden durch den Ausbau des Gotthardpasses. Die Bergbauern exportierten Vieh und Milchprodukte nach Norditalien und profitierten vom Säumerverkehr zwischen Mailand und der Nordschweiz. Nach dem Tod Gian Galeazzo Viscontis, des Herzogs von Mailand, 1402 brach ein kurzer Bürgerkrieg um seine Nachfolge aus. Dies veranlasste die Talschaft Leventina, Uri und Obwalden um Schutz anzurufen. Beide Kantone nahmen die Leventina darauf in ihr Landrecht auf, behielten sich aber das Recht vor, über Krieg und Frieden zu entscheiden und die Richter in der Talschaft einzusetzen. Die Leventiner mussten Uri und Obwalden bedingungslosen Gehorsam schwören, gewannen aber gegenüber der Mailänder Herrschaft mehr Freiheit, da ihnen die Gemeindeautonomie gewährt wurde. Mit den Freiherren von Sax, welche die Talschaft Misox beherrschten, und der Talschaft Ursern folgten weitere Landrechtsverträge 1407 und 1410.
Bis 1418 eroberten Uri und Obwalden das Eschen-, Verzasca und das Maggiatal. Kaiser Sigismund erkannte diese Eroberungen noch im gleichen Jahr an. 1419 zwangen Uri und Obwalden die Herren von Sax-Misox die starke Festung Bellinzona an sie abzutreten, womit ihre Herrschaft über die Leventina abgesichert schien. Die starken Burgen bei Bellinzona sperrten den Eingang in die Poebene. 1422 rückte jedoch Herzog Filippo Maria Visconti von Mailand mit einem riesigen Söldnerheer gegen Norden aus, besetzte Bellinzona mit seinen Befestigungen und schlug die eilig ausgesandten Truppen von Uri, Obwalden und der sie unterstützenden Orte Luzern und Schwyz am 30. Juni 1422 in der Schlacht bei Arbedo mit achtfacher Übermacht vernichtend. Mit dem Friedensschluss (1. Mailänder Kapitulat) 1426 wurde die Grenze des Herzogtums Mailand erneut an den Gotthard vorverlegt, die eidgenössischen Kaufleute erhielten jedoch Zollfreiheit bis Mailand.
Die Beraubung einiger eidgenössischer Kaufleute im Herzogtum Mailand bot 1439 den Vorwand für einen neuen Vorstoss der Urner über die Alpen. Da Herzog Filippo Maria seine Kräfte überspannt hatte, musste er Uri darauf 1441 die Leventina bis Pollegio als Pfand überlassen. Nach dem Tod Filippo Marias 1447 versuchten die Urner vergeblich im Bündnis mit den Herren von Locarno und Sax-Misox Bellinzona wieder in ihre Hand zu bringen. Der neue Herr von Mailand, der Condottiere Francesco Sforza, sicherte sich Bellinzona durch seinen Sieg über die Urner und ihre Verbündeten in der Schlacht bei Castione am 6. Juli 1449 wieder.
Herzog Galeazzo Maria Sforza von Mailand versprach zwar 1466 den Urnern, die Leventina abzutreten und schloss mit der Eidgenossenschaft 1467 einen Freundschaftsvertrag, zögerte jedoch die Übergabe des Gebiets immer weiter hinaus. Als die Eidgenossenschaft in einen Krieg mit Herzog Karl dem Kühnen von Burgund verwickelt wurde (→ Burgunderkriege), schloss der Mailänder Herzog sogar ein Bündnis mit Burgund. Die Truppen Uris stiessen deshalb über den Gotthard in die Leventina vor, wo sie als Befreier empfangen wurden und von den Einheimischen starke Unterstützung erhielten. Hilfstruppen aus der übrigen Eidgenossenschaft stiessen ebenfalls zu den Truppen Uris. Eine Belagerung des Festungsriegels Bellinzona scheiterte jedoch nach zwei Wochen, weshalb sich die Truppen der Eidgenossen wieder über den Gotthard zurückzogen.
Kurz darauf traf ein ca. 10'000 Mann starkes Heer aus Mailand bei Bellinzona ein, das die Festung entsetzen sollte. Als dieses Heer in die Leventina vorrückte, gelang es einem schwachen Urner Kontingent von 175 Mann, das von ca. 400 Einheimischen unterstützt wurde, in der Schlacht bei Giornico (Battaglia dei Sassi Grossi) am 28. Dezember 1478 das Heer Mailands in die Flucht zu schlagen. Damit fiel die Leventina dauerhaft an Uri, Bellinzona verblieb jedoch bei Mailand.

## Mailänderkriege
Mit dem Italienfeldzug König Karls VIII. von Frankreich 1494 begann der langjährige Kampf zwischen Habsburg und Frankreich um die Vorherrschaft in Italien. Noch während des Schwabenkriegs zwischen der Eidgenossenschaft und dem Schwäbischen Bund 1499 nahm König Ludwig XII. mit der Hilfe von ca. 6000 Schweizer Söldnern die Stadt und das Herzogtum Mailand ein, da er das Erbe der Familie Visconti für sich beanspruchte. Zu diesem Zweck hatte er ein Soldbündnis mit der Eidgenossenschaft abgeschlossen.
Die Söldnerwerbung, das sog. «Reislaufen» hatte aber in der Eidgenossenschaft mittlerweile derart überhandgenommen, dass eidgenössische Söldner bald in allen grossen Heeren der an den Mailänderkriegen teilnehmenden Parteien vertreten waren. Dabei wurden junge Männer entweder einzeln angeworben oder zogen in Gruppen nach Italien, um sich dort als Söldner zu verdingen. Daneben lieferten die eidgenössischen Orte auch Söldnertruppen an ausländische Interessenten auf der Basis von sog. Kapitulationen, d. h. Soldverträgen zwischen den Kantonen, die Werbung, Ausbildung und Organisation der Truppe übernahmen, und dem ausländischen Auftraggeber, der über den Einsatz entschied. Dass nun Schweizer auf allen Seiten vertreten waren, war bereits für die Zeitgenossen ein Problem. Auch führte das «schnelle Geld» durch das Söldnerwesen zu einem Sittenzerfall, so dass z. B. der Zürcher Reformator Ulrich Zwingli gegen die Praxis des Reislaufens Stellung bezog.
Ludovico Sforza warb dank reichlich vorhandener Geldmittel nun ebenfalls tausende Schweizer Söldner an und eroberte sein Herzogtum bis ins Frühjahr 1500 wieder zurück. Ludwig XII. warb nun neuerlich über 14'000 Schweizer an und fiel in die Lombardei ein. Bei Novara weigerten sich aber die Schweizer Söldner auf beiden Seiten, gegeneinander zu kämpfen. Beim Abzug der Schweizer aus der Stadt Novara versuchten sie, den Herzog aus der eingeschlossenen Festung herauszuschmuggeln, was jedoch nicht gelang. Angeblich soll ein Urner aus dem französischen Heer den dunkelhäutigen Herzog – er trug den Beinamen «il moro» – gegen Geld verraten haben. Dieser Verrat von Novara wurde in der Eidgenossenschaft oft beklagt. Ein Chronist habe dies mit den Worten zusammengefasst, dass die Schweizer aus Novara viel Geld, ewige Schande und gar keine Ehre heimgebracht hätten. Die eidgenössische Tagsatzung versuchte in der Folge, das Reislaufen stärker zu reglementieren, lange jedoch ohne Erfolg.
Der französische König hatte den Eidgenossen zwar die Abtretung Bellinzonas und anderer Tessiner Täler zugesagt, als er jedoch das Herzogtum Mailand nach dem Sieg bei Novara fest in der Hand hielt, zögerte er, die Verpflichtungen zu erfüllen. Die Urner hatten aber seit 1495 das Bleniotal, die Riviera und 1500 auch Bellinzona bereits besetzt. Im Frieden von Arona trat Ludwig XII. 1503 diese Gebiete den Ständen Uri, Schwyz und Nidwalden ab.
Unter dem Einfluss des Walliser Bischofs und Kardinals Matthäus Schiners verzichtete die Eidgenossenschaft 1509 auf die Erneuerung des Soldbündnisses mit Frankreich. Dafür wurde im folgenden Jahr ein Bündnis mit dem Papst geschlossen. Unter Führung von Papst Julius II., der die französische Herrschaft in der Lombardei brechen wollte, zogen die Eidgenossen wiederholt nach Italien. Die Auszüge nach Pavia 1512, nach Novara und Dijon 1513 blieben siegreich und brachten der Eidgenossenschaft und dem verbündeten Graubünden weitere Gebietsgewinne in der Poebene. Locarno, Lugano, Mendrisio, Cuvio, Travaglia, Chiavenna, Bormio, Veltlin und die tre pievi.
Der Beginn der Reformation entzweite die Eidgenossen und schwächte ihre Position in den italienischen Streitigkeiten zwischen Habsburg, dem Papst und Frankreich. 1515 bezwang König Franz I. von Frankreich ein durch den Abzug zahlreicher Stände dezimiertes eidgenössisches Heer bei Marignano. Im Ewigen Frieden von 1516 gestand Franz I. den Eidgenossen und den Bündnern zwar ihre Eroberungen zu, das Eschental kam aber wieder zu Mailand. Damit war die Südgrenze der Eidgenossenschaft bis 1797 im Wesentlichen gefestigt. Die Erwerbungen der Eidgenossenschaft im Tessin wurden als sog. Ennetbirgische Vogteien von Landvögten als Gemeine Herrschaften verwaltet.
1521 schloss die Eidgenossenschaft ein neues Soldbündnis mit Franz I., das sie zur Stellung von bis zu 16'000 Mann verpflichtete. Im weiteren Ringen um Mailand zwischen Franz. I. und Kaiser Karl V. spielten die Eidgenossen deshalb immer noch eine wichtige Rolle. Beide Schlachten mit substanzieller eidgenössischer Beteiligung bei Bicocca 1522 und Pavia 1525 endeten jedoch mit einer Niederlage Frankreichs. Damit endete die eidgenössische Grossmachtpolitik in Europa definitiv.